# Хив
Хи́в (таб. Хив, лезг. Гъуьгъвер) — село в Республике Дагестан. Административный центр Хивского района.
Образует сельское поселение село Хив, как единственный населённый пункт в его составе.

## География
Село Хив расположено в долине между реками Чирахчай и Рапакчай. На расстоянии в 207,3 км к югу от Махачкалы и в 58 км к западу от железнодорожной станции Белиджи.

## История

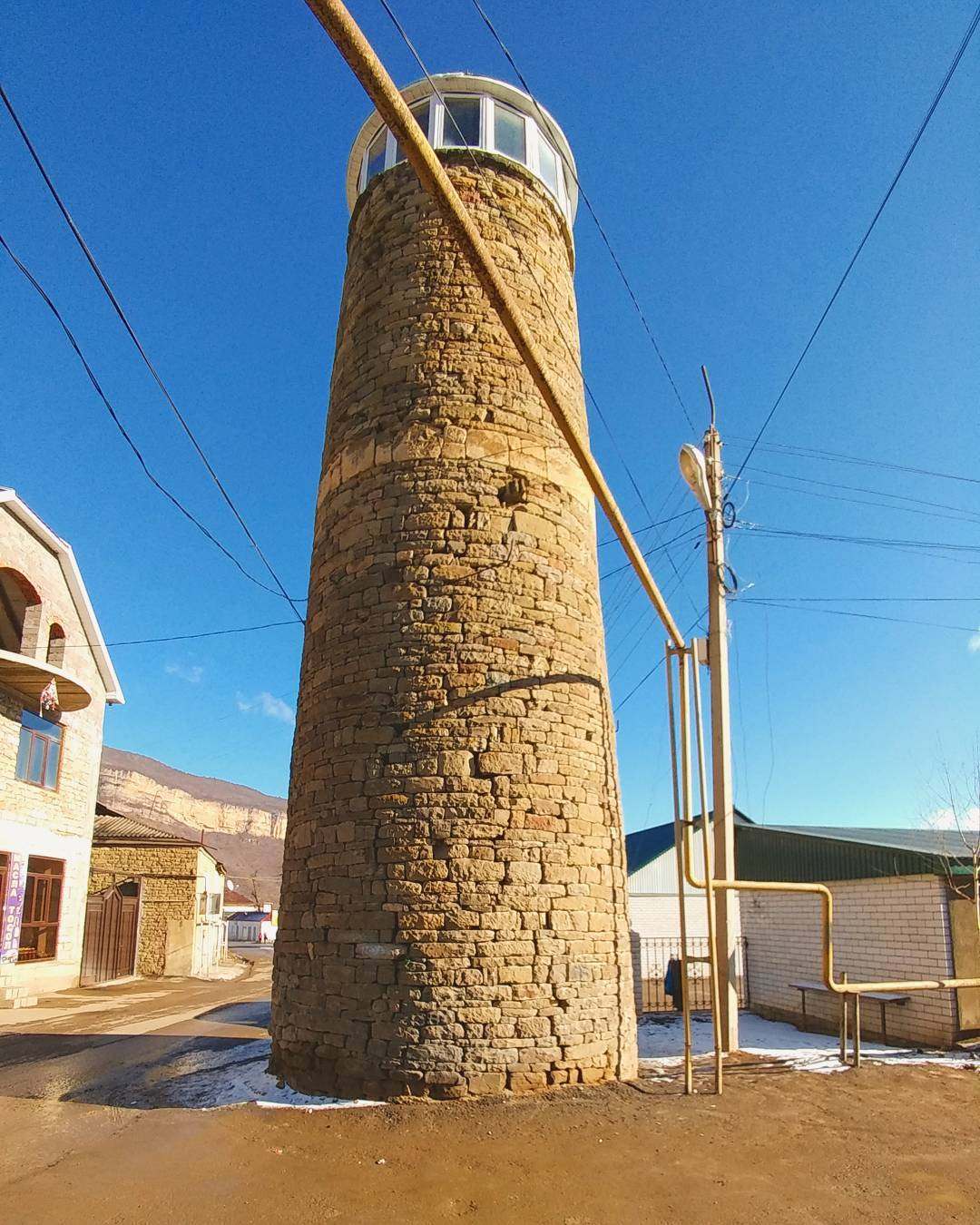
Старинный минарет в центре села

Селение Хив — одно из древнейших табасарнских сёл, история которого до сих пор мало изучена. Время образования села не известно. Хив — преимущественно узденское село, здесь не было особо богатых людей, жили зажиточные семьи. Жители занимались земледелием, животноводством и ковроткачеством. Пастбища были общественными, все имели одинаковое право на пользование ими, а вот сенокосные участки (харяр) были и частные.
Захоронения протяжённостью 3 км (от местечка Хазран до Симсункул) свидетельствуют о том, что село существует достаточно долго. По одним данным, на месте нынешнего селения находился город Мердешан, по другим — много мелких сел.
Через Хив проходили все армии иноземных захватчиков. Так, во время похода на Рича в 1239 году монголы разрушили мечеть возле минарета и разорили село. Через Хив прошли войска Надир-шаха, опустошая и разоряя все на своем пути. Ими были разрушены Гамак-накар, Гасул-гул, Чуру-хюл, Журас, Калай-гул и город Мердешан. Оставшиеся в живых хивцы построили небольшое село.
В настоящее время село делится на 3 квартала:
- Асккан Марар — нижний квартал.
- Заан Марар — верхний квартал.
- Дулмакент — новый квартал.

Ранее село имело только 2 квартала — верхний и нижний, а граница между ними проходила по линии минарета.
Квартал «Дулмакент» был образован от агномена Вердиева Гаджирамазана Вердиевича (1931—1964 гг.) «Дулма», который в 1956 году заложил фундамент дома на пустоши, в северной части села Хив, став основателем будущего квартала.

## Население
| \| 1895[6] \| 1926[7] \| 1939[8] \| 1959[9] \| 1970[10] \| 1979[11] \| 1989[12] \| \| -------- \| -------- \| -------- \| -------- \| -------- \| -------- \| -------- \| \| 729 \| ↗844 \| ↗1203 \| ↗1717 \| ↗2087 \| ↗2314 \| ↘2162 \| \| 2002[13] \| 2010[14] \| 2012[15] \| 2013[16] \| 2014[17] \| 2015[18] \| 2016[19] \| \| ↗2243 \| ↗2659 \| ↘2613 \| ↘2548 \| ↗2575 \| ↗2596 \| ↗2603 \| \| 2017[20] \| 2018[21] \| 2019[22] \| 2020[23] \| 2021[24] \| 2023[25] \| 2024[26] \| \| ↘2594 \| ↘2572 \| ↗2580 \| ↗2597 \| ↗2828 \| ↘2801 \| ↘2779 \| \| 2025[1] \| \| \| \| \| \| \| \| ↘2772 \| \| \| \| \| \| \| 500 1000 1500 2000 2500 3000 1926 1989 2014 2019 2025 |       |       |       |       |       |       |
| 1895 | 1926  | 1939  | 1959  | 1970  | 1979  | 1989  |
| 729 | ↗844  | ↗1203 | ↗1717 | ↗2087 | ↗2314 | ↘2162 |
| 2002 | 2010  | 2012  | 2013  | 2014  | 2015  | 2016  |
| ↗2243 | ↗2659 | ↘2613 | ↘2548 | ↗2575 | ↗2596 | ↗2603 |
| 2017 | 2018  | 2019  | 2020  | 2021  | 2023  | 2024  |
| ↘2594 | ↘2572 | ↗2580 | ↗2597 | ↗2828 | ↘2801 | ↘2779 |
| 2025 |       |       |       |       |       |       |
| ↘2772 |       |       |       |       |       |       |

По материалам всесоюзной переписи населения 1926 года по Дагестанской АССР, в населённом пункте Хив Хивского сельсовета Кюринского округа Дагестанской АССР проживало: табасараны — 841 человек (172 хозяйства), русских — 3 (1 хозяйство).

## Инфраструктура
Образование и дошкольное воспитание
- Хивская средняя общеобразовательная школа[28]
- Хивская спортивная школа.[29]
- Хивская школа искусств.[30]
- Хивский детский сад «Ромашка».[31]
- Хивский детский сад «Солнышко».[32]

### Экономика
- МФЦ.[33]

### Здравоохранение
- Хивская ЦРБ с отделением скорой медицинской помощи.[34]
- Аптека.[35]

## Достопримечательности
В центре села находится старинный минарет, точную дату постройки которого никто не знает, однако известный историк-арабист Шихсаидов А. Р. в своей работе «О пребывании монголов в Рича и Кумухе (1239—1240 гг.)» датирует хивский минарет XII веком. В 1986 году Аликберов А. К. обратил внимание на надпись, высеченную на одной из доломитовых плит в стене минарета на высоте 7—8 метров. Надпись в переводе с арабского гласит: «Это работа Давуда, сына Али. Восстановлен после разрушения устадом Али, сыном Ибрахима».
Рассказывают, что во время монгольского нашествия часть защитников села укрылась в мечети и минарете, продолжая ожесточенно сопротивляться завоевателям. Вскоре мечеть запылала, все укрывшиеся там горцы были перебиты. Дольше всех держалась горстка горцев в минарете, которая также была уничтожена после того, как была разрушена верхняя часть минарета.
Предание заслуживает внимания прежде всего потому, что время монгольских походов в Дагестан хронологически соответствует палеографической датировке надписи.

## Микротопонимы и геонимы села
| Поляны, овраги, скалы, леса, расположенные в окрестностях села |                         |                                               |
| Название                                                       | Оригинальное название   | Тип                                           |
| Аларжик                                                        | (таб. Аларжикк)         | поляна                                        |
| Аршакир                                                        | (таб. Арша кьир)        | овражек                                       |
| Асканхан                                                       | (таб. Асккан хван)      | нижний лесной массив                          |
| Гасул                                                          | (таб. Гасул)            | поляна                                        |
| Гуллайинкир                                                    | (таб. Гюллейин кьир )   | овраг пули                                    |
| Гаркакк                                                        | (таб. Гьяркьякк )       | поляна                                        |
| Даган                                                          | (таб. Дагъан)           | лесной массив                                 |
| Жахчил                                                         | (таб. Жахчӏил)          | лесосека                                      |
| Заанхан                                                        | (таб. Заан хван )       | верхний лесной массив                         |
| Ифдингарзар                                                    | (таб. Ифдин гъарзар )   | Кровавые скалы                                |
| Йикбанкак                                                      | (таб. Йикӏбан кӏакI )   | Макушка смерти (скалы)                        |
| Каругар                                                        | (таб. Кӏару гьар )      | Чёрный лес                                    |
| Каркринбагъ                                                    | (таб. Къяркърин багъ )  | Сорочий сад (поляна)                          |
| Ракут                                                          | (таб. РякьютI )         | Поляна                                        |
| Симсикул                                                       | (таб. Симсикӏул )       | Песчаник — поляна                             |
| Сираждинкир                                                    | (таб. Сираждин кьир )   | Овражек Сиража                                |
| Сивунрякар                                                     | (таб. Сивун рякьяр )    | (дороги, ведущие на высокогорные луга — леса) |
| Урукаликуш                                                     | (таб. Уьру кьаликкушв ) | Красные скалы                                 |
| Фиригарзар                                                     | (таб. Фиригъарзар )     | Молочные скалы                                |
| Чрухул                                                         | (таб. Чӏуру хутӏлар )   | Заброшенные пашни                             |
| Яркучул                                                        | (таб. Яркьу чӏул )      | Широкий пояс — поляна                         |
| Ятхариинуш                                                     | (таб. Ятхариинушв )     | Место у землянок — поляна                     |

## Известные уроженцы
- Джафаров, Абумуслим Пирмагомедович — табасаранский писатель, поэт и драматург. Основоположник табасаранской литературы.
- Шамхалов, Манаф Шамхалович — советский табасаранский поэт и писатель.